# پیر کازو
پیر کازو (فرانسوی: Pierre Cazaux‎؛ زادهٔ ۷ ژوئن ۱۹۸۴) دوچرخه‌سوار اهل فرانسه است.